# Schirnau (Fluss)
Die Schirnau (selten auch Schirnauer Au genannt) ist der einzige Abfluss des Wittensees. Sie verläuft vollständig im Gemeindegebiet von Bünsdorf.

## Name
Der Fluss erhielt seinen Namen vom Gut Schirnau. Dieser wurde 1450 als tor Schirnawe erstmals schriftlich erwähnt und bedeutet „zur reinen, klaren Au“.

## Verlauf
Die Schirnau kommt aus dem Wittensee bei Bünsdorf (Kreis Rendsburg-Eckernförde) und mündet nach 3 km nordöstlich von Rendsburg in den Nord-Ostsee-Kanal. 
Der erste Teil des Flusslaufes führt durch das Dorf Bünsdorf und enthält einige Brücken.  Daran anschließend wird ein landwirtschaftlich genutztes Gebiet durchlaufen und danach ein unbewohntes Feuchtgebiet.  Der letzte Abschnitt vor dem Gut Schirnau ist aufgestaut. Vor Fertigstellung des Nord-Ostsee-Kanals mündete die Schirnau unterhalb des Guts in den Schirnauer See, der von der Eider durchflossen wurde. Jetzt mündet sie dort in den Kanal.

## Entstehung
Es wird angenommen, dass das Tal der Schirnau in der Weichseleiszeit durch Erosion von Gletscherschmelzwasser entstanden ist.

## Naturschutzgebiet
Es soll ein Naturschutzgebiet Schirnautal eingerichtet werden, das einen Teil des Flusslaufes umfasst.

## Wanderwege
Es gibt einen Wanderweg in der Nähe des Ufers, der von Bünsdorf aus einen Teil des Flusslaufes begleitet.